# Ramadan Sobhi
Ramadan Sobhi Ramadan Ahmedi (en àrab: رمضان صبحى) (El Caire, Egipte; 23 de gener de 1997) és un futbolista egipci, juga com a extrem i el seu equip actual és el Huddersfield Town FC de la Premier League anglesa. És també jugador internacional habitual amb la selecció d'Egipte.

## Trajectòria
Sobhi va formar-se a les categories inferiors de l'Al Ahly. Va fer el seu debut professional el febrer de 2014. Es va establir en el primer equip i va ajudar el club a guanyar la Premier League egípcia en les temporades 2013-14 i 2015-16. Les seves actuacions van cridar l'atenció de clubs europeus i el juliol de 2016 va fitxar per l'Stoke City de la Premier League anglesa. El juny de 2018 va fitxar pel Huddersfield Town FC de la mateixa competició.
Sobhi ha estat internacional amb la selecció d'Egipte en les categories inferiors. Va fer el seu debut amb l'absoluta el 14 de juny de 2015 contra la selecció de Tanzània, en un partit de la fase classificatòria de la Copa d'Àfrica de Nacions de 2017, a l'edat de 17 anys, 11 mesos i 18 dies, el segon més jove en aconseguir-ho després d'Ahmed Hossam. El seu primer gol com a internacional el va marcar el 29 de març de 2015 contra la selecció de Nigèria. El 2017 va disputar la Copa d'Àfrica de Nacions, arribant a la final i perdent-la contra la selecció de Camerun. El 2018 va disputar la Copa del Món de Rússia.

## Palmarès
Al Ahly
- Primera Divisió egípcia (2): 2013-14, 2015-16
- Supercopa egípcia (2): 2014, 2015
- Copa Confederació africana (1): 2014